# Partênio IV de Constantinopla
Partênio IV de Constantinopla (em grego: Παρθένιος Δ΄; m. depois de 1685) foi patriarca ecumênico de Constantinopla cinco vezes na segunda metade do século XVII: entre 1657 e 1659, 1665 e 1667, 1671, 1675 e 1676 e finalmente entre 1684 e 1685.

## História
Pouco se sabe sobre os primeiros anos da vida de Partênio, exceto que ele nasceu no começo do século XVII, provavelmente em Adrianópolis. Nas fontes, ele é por vezes chamado de Mogilalos ou Choumchoumis. Partênio ficou conhecido quando foi nomeado bispo metropolitano de Prousa em janeiro de 1655. Durante seu mandato, foi o responsável pela restauração e nova decoração da Igreja de São Jorge, que tornou-se a catedral da cidade.
Seu primeiro mandato como patriarca iniciou em 1 de maio de 1657 e perdurou até junho de 1662, quando foi deposto e enviado de volta para sua sé episcopal. Porém, ele permaneceu lá apenas por um breve período antes de partir para a Valáquia. De lá, Partênio retornou para Istambul (Constantinopla) para se tornar patriarca novamente em 21 de outubro de 1665. Em setembro de 1667, foi deposto novamente e exilado para Tenedos. Poucos meses depois, foi reconvocado e nomeado primeiro bispo metropolitano de Brăila (Proilabos) e depois de Tarnovo eis zoarkeian (sem obrigações pastorais), o que lhe permitiu ficar morando em Adrianópolis.
Em março de 1671, Partênio foi eleito patriarca pela terceira vez depois de pagar 20 000 florins. Seu mandato durou cerca de seis meses, quando, em outubro do mesmo ano, ele foi deposto e exilado novamente, desta vez para Chipre. Mais tarde, ele recebeu permissão para voltar para Adrianópolis. Em 1 de janeiro de 1675, Partênio foi eleito pela quarta vez e seu mandato durou até 24 de outubro de 1676. Ele serviu ainda uma última vez entre 1684 e 1685 antes de se retirar como bispo metropolitano de Anquíalo eis zoarkeian.
A data de sua morte é desconhecida, mas é provável que tenha sido no final do século em Adrianópolis.